# Pierre (prénom)
Pour les articles homonymes, voir Pierre.
Pierre est un prénom masculin français. 

## Étymologie
Il est issu du mot grec πέτρος (petros) qui signifie notamment « pierre », « chaîne de montagnes » ou « cave » ; ce mot grec n'a pas d'étymologie.

## Formes régionales, hypocoristiques et féminines
- masculin : Pierrot
- féminin : Pérel, Pérelle,Pernette, Perrette, Perrine, Pétronille, Pierette, Pierrette et Pierrine[2].
- anciens prénoms devenus patronymes: Perreau, Perret, Perrineau, Perrinet, Perriot, Perron, Perrot, Perrod, Perroud, etc.

### Variantes linguistiques
- afrikaans : Pieter
- albanais : Pjetër
- allemand : Peter
- alsacien : Peter
- amharique : ጴጥሮስ (Ṗeṭros)
- anglais : Peter, Piers, Pierce (diminutif : Pete)
- araméen : Cephas (hellénisé en Kephas du temps du Christ)
- arabe : بطرس (Bouṭros)
- aragonais : Pietro, Pero, Piero, Pier.
- arménien : Պետրոս (arménien oriental : Petros ; arménien occidental : Bedros)
- asturien : Pedru
- azéri : Pyotr
- basque : Petri, Peru, Peio, Pello, Kepa, Piarres
- biélorusse : Пётр (Piotr), Пятро (Piatro), Пятрусь (Piatruś)
- breton : Per (souvent -Ber en composition), Pierric, Pierrick
- bulgare : Петър (Petăr) et Петар (Petar)
- catalan : Pere
- cebuano : Pedro
- chinois :
  - mandarin : 彼得 (Bǐdé)
  - cantonais : 伯多祿 (Bóduōlù)
- coréen : 베드로 (Bedeuro), 페트루스 (Peteuruseu), 피터 (Piteo)
- corse : Petru
- croate : Petar, Pero
- danois : Peter, Per, Steen
- espagnol : Pedro (mais patronyme Perez)
- espéranto : Petro
- estonien : Peeter
- féroïen : Pætur, Petur, Per
- finnois : Pietari, Pekka, Petri, Petteri
- flamand occidental : Peeter, Pieter
- frison : Piter, Pier
- gaélique écossais : Peadair
- gallo : Pierre, Pelot
- gallois : Pedr
- gascon : Pè, Pèy, Pèyrë
- géorgien : პეტრე (Petre)
- grec : Πέτρος (Pétros)
- haïtien : Pyè
- hindi : Pathrus
- hongrois : Péter, (diminutif : Peti)
- indonésien : Petrus, Petruk
- irlandais : Peadar
- islandais : Pétur (diminutif : Pési)
- italien : Pier, Pietro, Piero
- khmer : Pathra
- letton : Pēteris
- lituanien : Petras
- lombard : Peder
- macédonien : Петър (Petăr) et Петар (Petar)
- néerlandais : Pieter
- norvégien : Peter
- occitan : Pèire, Peyre
- ouzbek : Piter
- poitevin : Pé, Piâre, Père
- polonais : Piotr
- portugais : Pedro (mais patronyme Pires)
- russe : Пётр (Piotr)
- serbe : Петар (Petar)
- slovaque : Peter
- suédois : Peter, Petrén
- tahitien : Petero
- tchèque : Petr
- ukrainien : Петро (Petro), diminutif : Петрик (Petryk)
- vietnamien : Phêrô

### Prénoms composés
Pierre est utilisé dans de très nombreux prénoms composés à l'image de Jean mais peut être en première ou en seconde partie.
- Jean-Pierre
- Pierre-André
- Pierre-Antoine
- Pierre-Augustin
- Pierre-Claude
- Pierre-Emmanuel
- Pierre-François
- Pierre-Jean
- Pierre-Louis
- Pierre-Marie
- Pierre-Philippe

## Pierre comme nom de personne ou prénom

### Religieux
- Pierre Callinice, auteur de CPG 7250-7255
- Pierre des Myres, auteur de CPG 6157-6158
- Pierre de Traianopolis, auteur de CPG 5799
- Pierre le Foulon, auteur de CPG 6522-6525
- Pierre de Jérusalem, auteur de CPG 7017-7018
- Pierre de Constantinople, patriarche (desinit 666)
- Pierre d'Alexandrie, archevêque, martyr (desinit 311)
- Pierre II d'Alexandrie (373-380), auteur de CPG 2515-2517
- Pierre Monge, ou Pierre III d'Alexandrie, auteur de CPG 5495-5499
- Pierre IV d'Alexandrie, auteur de CPG 7238
- Pierre l'Ibère

#### Saints
- Saint Pierre

### Souverains
- Pierre Ier
- Pierre II
- Pierre III
- Pierre IV
- Pierre V

### Personnages historiques
- Pierre de Coubertin (1er janvier 1863 - 2 septembre 1937), historien et rénovateur des Jeux olympiques de l'ère moderne.
- Pierre Bénouville (23 juin 1988 – 1er avril 1993), résistant, homme politique et écrivain français.
- Pierre Curie (15 mai 1859 - 19 avril 1906), physicien français.

### Pierre comme nom principal
- Pierre de Montreuil, bâtisseur de Saint-Denis, Notre-Dame de Paris et la Sainte-Chapelle.

### Pierre comme prénom
- Pour l'ensemble des articles sur les personnes portant ce prénom, consulter :
  - la liste des articles dont le titre commence par ce prénom
  - les listes produites par Wikidata : Liste des personnes de prénom « Pierre » — même liste en incluant les éventuels prénoms composés qui contiennent « Pierre ».

## Pierre comme personnage de fiction
- Pierre de Siorac, (1551-) personnage principal de la célèbre saga Fortune de France de Robert Merle ;
- Pierrot le fou, dans le film de Jean-Luc Godard ;
- Pierre est le prénom du héros adulte des séries télévisées de dessin animé Il était une fois… l'Homme, Il était une fois… l'Espace et Il était une fois… la Vie. Lorsque ce héros est un jeune enfant, il s'appelle alors Pierrot (afin de bien le distinguer d'avec l'adulte).
- Pierre, est aussi l'un des héros du dessin animé "Pokémon".

## Expressions employant le prénom Pierre
- Pierre, Paul, Jacques ou Pierre, Paul, Jean ou Pierre, Jean, Jacques : « tout un chacun », une ou plusieurs personnes quelconques[3].
- Déshabiller Pierre pour habiller Paul : prendre d'un côté pour donner de l'autre.
- “Je ne vous jette pas la pierre Pierre” (Extrait de la pièce de théâtre Le père noël est une ordure)

## Divers
- Pierre : la lettre P de l'alphabet radio français.